# Queen Latifah

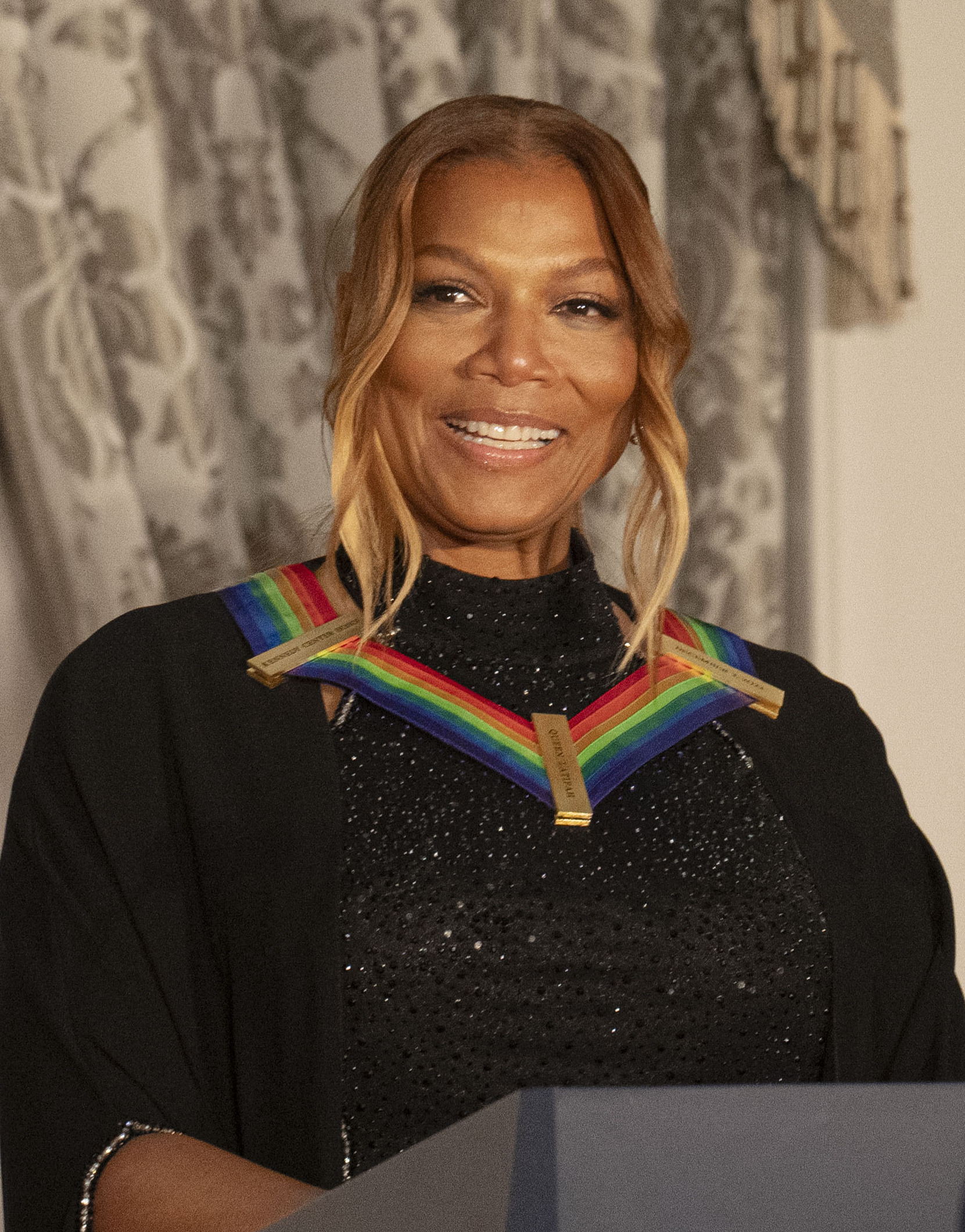
Queen Latifah (2023)

Queen Latifah (* 18. März 1970 in Newark, New Jersey; bürgerlich Dana Elaine Owens) ist eine US-amerikanische Hip-Hop-Musikerin, Schauspielerin und Talkshow-Moderatorin. Für den Film Chicago wurde sie für einen Oscar nominiert. 2008 gewann sie einen Golden Globe.

## Leben und Karriere
Ihr 1989 erschienenes Debütalbum All Hail the Queen war ein großer Erfolg und erhielt eine Grammy-Nominierung als beste Rap-Performance. Im Sommer 1991 kam die Single Fly Girl in die britischen Charts. Wenn auch nur in den unteren Regionen platziert, war es doch ihr erfolgreichster Titel.
1993 gründete sie ihre eigene Plattenfirma: Flavor Unit Records. Auf ihrer Platte Dana Owens Album (2004) wandte sie sich dem Jazz zu. Dieses Album enthält großenteils Arrangements im Stil der sechziger Jahre, unter anderem eine Bearbeitung des Folk-Klassikers California Dreaming von The Mamas and the Papas.
Ihre erste Filmrolle hatte sie 1991 in Jungle Fever von Regisseur Spike Lee. Von 1993 bis 1998 spielte sie die Hauptrolle in der Sitcom Living single. Für ihre Rolle in dem Musical Chicago (2002) wurde sie für den Oscar als beste Nebendarstellerin nominiert. 2003 spielte sie zusammen mit Steve Martin in der Komödie Haus über Kopf. 2004 drehte sie die Actionkomödie New York Taxi.
Eine Autobiographie mit dem Titel Ladies first: revelations of a strong woman veröffentlichte sie 1999. Im Januar 2006 bekam sie einen Stern auf dem Hollywood Walk of Fame. Damit ist Queen Latifah die erste Hip-Hop-Künstlerin, der diese Ehre zuteilwurde.
Sie verlieh in Ice Age 2 – Jetzt taut’s, Ice Age 3 – Die Dinosaurier sind los und Ice Age 4 – Voll verschoben jeweils in der englischsprachigen Originalfassung dem Mammutweibchen Ellie ihre Stimme.
Auch nahm sie am 7. Juli 2009 an der Trauerfeier von Michael Jackson teil und hielt dort eine Abschiedsrede, wo sie das Gedicht We had him von der Lyrikerin Maya Angelou vortrug.
Latifah führt zusammen mit Shakim Compere in Miami die Produktionsfirma Flavor Unit Studios. Von 2013 bis 2015 war sie Gastgeberin der täglichen Queen Latifah Show. Sie setzte damit eine Sendereihe fort, die bereits von 1999 bis 2001 erfolgreich lief.
In Ryan Murphys Netflix-Serie Hollywood verkörperte sie die Schauspielerin Hattie McDaniel, die 1940 als erste Person afroamerikanischer Herkunft einen Oscar gewann für ihre Rolle in Vom Winde verweht.
Bei der 2021 gestarteten Neuauflage der Fernsehserie Der Equalizer übernahm sie die Titelrolle. Sie wurde bei den BET-Awards 2021 für ihr Lebenswerk ausgezeichnet.
Seit 2013 ist Latifah in einer Beziehung mit der Tänzerin Eboni Nichols. Seit 2019 haben sie ein gemeinsames Kind.

## Diskografie

### Studioalben
| Jahr | Titel                | Höchstplatzierung, Gesamtwochen, AuszeichnungChartsChartplatzierungen (Jahr, Titel, Platzierungen, Wochen, Auszeichnungen, Anmerkungen) | Anmerkungen                              |
| Jahr | Titel                | US | Anmerkungen                              |
| ---- | -------------------- | --- | ---------------------------------------- |
| 1989 | All Hail the Queen   | US124 (17 Wo.)US | Erstveröffentlichung: November 1989      |
| 1991 | Nature of a Sista    | US117 (23 Wo.)US | Erstveröffentlichung: 3. September 1991  |
| 1993 | Black Reign          | US60 Gold · (31 Wo.)US | Erstveröffentlichung: 16. November 1993  |
| 1998 | Order in the Court   | US95 (4 Wo.)US | Erstveröffentlichung: 16. Juni 1998      |
| 2004 | The Dana Owens Album | US16 Gold · (29 Wo.)US | Erstveröffentlichung: 28. September 2004 |
| 2007 | Trav’lin’ Light      | US11 (14 Wo.)US | Erstveröffentlichung: 25. September 2007 |
| 2009 | Persona              | US25 (2 Wo.)US | Erstveröffentlichung: 25. August 2009    |

### Kompilationen
- 2002: She’s the Queen: A Collection of Hits

### Singles als Leadmusikerin
| Jahr | Titel Album                                              | Höchstplatzierung, Gesamtwochen, AuszeichnungChartplatzierungen (Jahr, Titel, Album, Platzierungen, Wochen, Auszeichnungen, Anmerkungen) | Höchstplatzierung, Gesamtwochen, AuszeichnungChartplatzierungen (Jahr, Titel, Album, Platzierungen, Wochen, Auszeichnungen, Anmerkungen) | Anmerkungen                                        |
| Jahr | Titel Album                                              | UK | US | Anmerkungen                                        |
| ---- | -------------------------------------------------------- | --- | --- | -------------------------------------------------- |
| 1990 | Mamma Gave Birth to the Soul Children All Hail the Queen | UK14 (7 Wo.)UK | — | Erstveröffentlichung: März 1990 feat. De La Soul   |
| 1991 | Fly Girl Nature of a Sista                               | UK67 (1 Wo.)UK | — | Erstveröffentlichung: August 1991                  |
| 1993 | U.N.I.T.Y. Black Reign                                   | UK74 (2 Wo.)UK | US23 (20 Wo.)US | Erstveröffentlichung: November 1993                |
| 1994 | Just Another Day... Black Reign                          | — | US54 (11 Wo.)US | Erstveröffentlichung: März 1994                    |
| 1994 | Weekend Love Black Reign                                 | — | US70 (13 Wo.)US | Erstveröffentlichung: Juli 1994                    |
| 1997 | Mr. Big Stuff Nix zu verlieren (O.S.T.)                  | UK31 (2 Wo.)UK | — | Erstveröffentlichung: April 1997 mit Shades & Free |
| 1997 | It’s Alright Order in the Court                          | UK86 (1 Wo.)UK | US76 (4 Wo.)US | Erstveröffentlichung: Juni 1997                    |
| 1998 | Paper Order in the Court                                 | — | US50 (10 Wo.)US | Erstveröffentlichung: Mai 1998                     |

Weitere Singles
- 1988: Wrath of My Madness
- 1989: Dance for Me
- 1990: Ladies First
- 1990: Come Into My House
- 1992: Latifah’s Had It Up 2 Here
- 1992: How Do I Love Thee
- 1994: Black Hand Side
- 1994: I Can’t Understand
- 1998: Bananas (Who You Gonna Call?)
- 1998: Brownsville
- 2002: Go Head / She’s a Queen
- 2003: Better Than the Rest
- 2004: I Put a Spell on You
- 2005: Simply Beautiful
- 2007: Poetry Man
- 2008: Champion
- 2009: Cue the Rain
- 2009: Fast Car

### Singles als Gastmusikerin
| Jahr | Titel Album                   | Höchstplatzierung, Gesamtwochen, AuszeichnungChartplatzierungen (Jahr, Titel, Album, Platzierungen, Wochen, Auszeichnungen, Anmerkungen) | Höchstplatzierung, Gesamtwochen, AuszeichnungChartplatzierungen (Jahr, Titel, Album, Platzierungen, Wochen, Auszeichnungen, Anmerkungen) | Anmerkungen                                                             |
| Jahr | Titel Album                   | UK | US | Anmerkungen                                                             |
| ---- | ----------------------------- | --- | --- | ----------------------------------------------------------------------- |
| 1990 | Find a Way Some Like It Cold  | UK52 (2 Wo.)UK | — | Erstveröffentlichung: Mai 1990 Coldcut feat. Queen Latifah              |
| 1993 | What’cha Gonna Do X-tra Naked | UK21 (4 Wo.)UK | — | Erstveröffentlichung: Juni 1993 Shabba Ranks feat. Queen Latifah        |
| 1998 | Need Your Love Timeless       | — | US70 (5 Wo.)US | Erstveröffentlichung: August 1998 Big Bub feat. Heavy D & Queen Latifah |

## Filmografie
- 1991: Jungle Fever
- 1991: House Party 2
- 1991: Der Prinz von Bel-Air (drei Folgen)
- 1992: Juice – City-War (Juice)
- 1993–1998: Living Single (Fernsehserie)
- 1993: Mein Leben für dich (My Life)
- 1996: Set It Off
- 1997: Harlem, N.Y.C. – Der Preis der Macht (Hoodlum)
- 1998: Sphere – Die Macht aus dem All (Sphere)
- 1998: Wachgeküßt (Living Out Loud)
- 1999: Bringing Out the Dead – Nächte der Erinnerung (Bringing Out the Dead, Stimme der Einsatzzentrale-911/Dispatcher Love)
- 1999: Der Knochenjäger (The Bone Collector)
- 2002: Brown Sugar
- 2002: Chicago
- 2002: Talking to Heaven
- 2003: Scary Movie 3
- 2003: Haus über Kopf (Bringing Down the House)
- 2004: New York Taxi (Taxi)
- 2004: Barbershop 2 (Barbershop 2: Back in Business)
- 2005: Beauty Shop
- 2005: Muppets: Der Zauberer von Oz (The Muppets’ Wizard of Oz)
- 2006: Noch einmal Ferien (Last Holiday)
- 2006: Ice Age 2 – Jetzt taut’s (Ice Age: The Meltdown, Stimme im Original)
- 2006: Schräger als Fiktion (Stranger than Fiction)
- 2007: Life Support
- 2007: Hairspray
- 2007: Das perfekte Weihnachten (The Perfect Holiday)
- 2008: Mad Money
- 2008: Love Vegas (What Happens in Vegas)
- 2008: Die Bienenhüterin (The Secret Life of Bees)
- 2009: Ice Age 3 – Die Dinosaurier sind los (Ice Age: Dawn of the Dinosaurs, Stimme im Original)
- 2010: Valentinstag (Valentine’s Day)
- 2010: Just Wright – In diesem Spiel zählt jeder Treffer (Just Wright)
- 2011: Dickste Freunde (The Dilemma)
- 2012: Joyful Noise
- 2012: Ice Age 4 – Voll verschoben (Ice Age: Continental Drift, Stimme im Original)
- 2014: 22 Jump Street
- 2014: Hot in Cleveland (Fernsehserie, Folge 5x19)
- 2015: Bessie (Fernsehfilm)
- 2015: The Wiz Live! (Fernsehfilm)
- 2016: Himmelskind (Miracles from Heaven)
- 2016: Ice Age 5 – Kollision voraus! (Ice Age: Collision Course, Stimme im Original)
- 2016–2019: Star (Fernsehserie, 44 Folgen)
- 2017: Girls Trip
- 2017: Empire (Fernsehserie, Folge 4x01)
- 2017: Flint (Fernsehfilm)
- 2019: The Trap
- 2020: Hollywood (Fernsehserie, zwei Folgen)
- 2021–2025: The Equalizer – Schutzengel in New York (The Equalizer, Fernsehserie)
- 2022: The Tiger Rising
- 2022: End of the Road
- 2022: Hustle

## Auszeichnungen
- 2003: Teen Choice Award für Haus über Kopf (fünf weitere Nominierungen für den Teen Choice Award)
- 2003: Oscar-Nominierung für Chicago
- 2007: Emmy-Nominierung in der Kategorie Hauptdarstellerin in einer Miniserie oder einem Fernsehfilm für die Rolle der Ana Walace in dem Film Life Support
- 2008: Golden Globe Award in der Kategorie Beste Hauptdarstellerin – Mini-Fernsehserie oder Fernsehfilm
- 2008: Screen Actors Guild Award in der Kategorie Beste Darstellerin in einem Fernsehfilm oder Miniserie für die Rolle der Ana Walace in dem Film Life Support
- 2014: People’s Choice Award in der Kategorie Favorite New Talk Show Host[9]
- 2024: National Medal of Arts (für 2023)